# Côte de Goishi

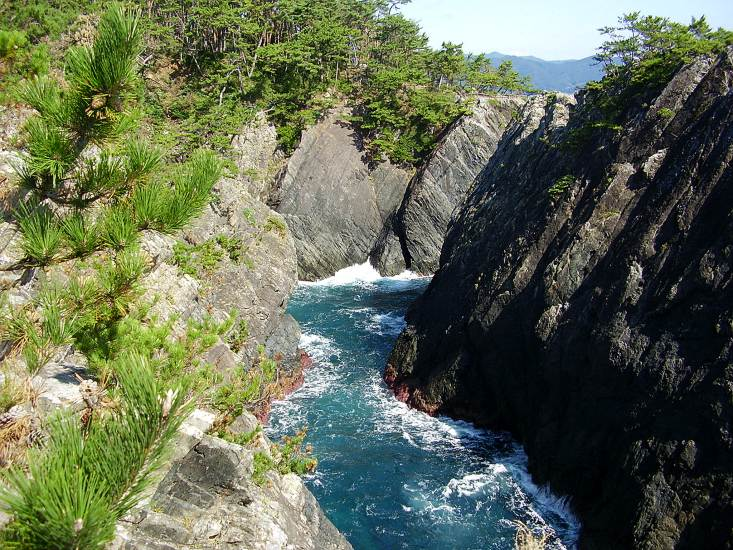
Côte de Goishi à Ōfunato.

La côte de Goishi (碁石海岸, Goishi kaigan) est un lieu de beauté pittoresque et monument naturel située à Ōfunato dans la préfecture d'Iwate au Japon. Le nom est dérivé des pierres locales, polies par les vagues, qui ressemblent à celles utilisées pour le jeu de go. En 1996, le ministère de l'Environnement du Japon a sélectionné le bruit des vagues se brisant sur le Kaminari iwa (雷岩, littéralement « rocher du tonnerre ») pour figurer parmi les 100 sons naturels du Japon. La côte de Goishi, qui fait partie du parc national de Sanriku Fukkō, sert de lieu de reproduction pour les goélands à queue noire.